# グナシリ
グナシリ（モンゴル語の転写：Γunaširi、サンスクリット: Guṇa s̀ri、? - 1391年）は、チンギス・カンの次男のチャガタイの子孫で、元末明初に活躍したモンゴル帝国の皇族。『明実録』などの漢字表記は哈梅里王兀納失里、『高貴系譜』などのペルシア語表記はکوناشیری（Kūnāshīrī）。
ハミル一帯を統治するチュベイ家の中では庶流の出であったが、元末明初の混乱の中で嫡流のノム・クリ家が断絶したためハミル君主の座を継ぎ、明朝哈密王家の始祖となった。

## 概要
グナシリは豳王チュベイの子のイリクチの孫で、イリクチ家は代々「威武西寧王」と称する家系であった。大元ウルスの時代、ハミル一帯では豳王チュベイの家系を頂点としてチャガタイ系諸王がゆるやかなまとまり（チュベイ・ウルス）を形成しており、イリクチ系威武西寧王家はその1つであった。チュベイ・ウルス全体を統べる「豳王家」はイリクチの兄のノム・クリの家系が受け継ぎ、ノム・クリ家によるハミル統治は元末まで続いた。
至正28年（洪武元年/1368年）、朱元璋は明朝を建国して洪武帝と称し、大元ウルスの首都の大都を陥落させたものの、黄河以北の地の大部分はモンゴルの勢力圏に取り残されたままであった。そのため、ノム・クリ系豳王家を頂点とするチュベイ・ウルスも何度か明軍の攻撃を受けながらも存続し、ノム・クリの子孫の豳王イリンチン、豳王ビルゲ・テムルらはハミルの統治を維持し続けた。
ところが、洪武21年（1388年）に北元のウスハル・ハーンがブイル・ノールの戦いで大敗し、その後アリクブケ家のイェスデルに弑逆されるという事件が起きると、ハミルをめぐる情勢は一変した。ウスハル・ハーンという後ろ盾を失ったハミル一帯のチャガタイ系諸王家は動揺し、明朝に降って安定を得るか、明朝に対して徹底抗戦するかの2択を迫られることとなった。
洪武23年（1390年）には始めてグナシリがアルスラン・シャー（阿思蘭沙）、マフムード・シャー（馬黒木沙）らを明朝に派遣し、馬を献上した。その4カ月後には「グナシリが別の部族と争っている」という報告が明朝に寄せられ、洪武帝は甘粛方面の軍に警戒するよう通達している。また、洪武24年（1391年）には延安・綏徳・平涼・寧夏で馬市を開くことを明朝に要請しているが、グナシリの態度に警戒した洪武帝の指示によって許されなかった。
そして同年（1391年）、遂に洪武帝は軍を派遣してハミルを急襲し、不意を衝かれたハミルは落城した。この時豳王ビルゲ・テムル以下多くの王族が落命したが、グナシリのみは黎明に300余りの騎兵とともに包囲網を突破し、配下の者達とともに明軍の攻撃を逃れた。この際にノム・クリ系豳王家は断絶し、これ以後ハミルの支配者及びチュベイ・ウルスの統括者の座はグナシリの家系に移ることとなった。
洪武25年（1392年）、グナシリはハッジ・アリー（哈只阿里）らを明朝に派遣して馬を献上し、明朝と誼を通じた。これ以後のグナシリの動向については不明である。永楽2年（1404年）にはグナシリの弟のエンケ・テムルが明朝に使者を派遣し、この時の報告によってグナシリが最初は「威武[西寧]王」、後には「粛王」と称していたことがわかる。エンケ・テムルは兄のグナシリの王爵を継ぐことを望んでいたが永楽帝は許さず、代わりに「忠順王」という王号を与えた。これ以後、グナシリとエンケ・テムル兄弟の子孫は代々「忠順王」と称して哈密衛を統治することとなる。

## 『華夷訳語』所収「納門駙馬書」
明初に編纂されたモンゴル語学習テキストである『華夷訳語（甲種本）』には、例文として明朝からモンゴル系諸勢力に出された外交文書が所収されている。これらの文書は『元朝秘史』と同様、モンゴル語の音を漢字で記したものと、モンゴル文を中国語訳したものが併記されており、当時のモンゴル語を知る上で貴重な史料となっている。その内の一つ、「納門駙馬書」には以下のような記述がある：
この時洪武帝に上奏したナムン・キュレゲン、エンケトラ・バートルはグナシリの側近であったと考えられ、この上奏によってグナシリ王のクムル統治は安堵された。日時について、「辰年」は戊辰洪武21年（1388年）のことで、「カラ・デレ（合剌迭列＝Qara Dele）」は「黒い沙州」を意味する単語であり、沙州を指すのではないかと推測されている。

## イリクチ系威武西寧王家
1. 威武西寧王イリクチ（Iliqči,威武西寧王亦里黒赤/Yīliqjīییلقجی）
2. 威武西寧王ブヤン・クリ（Buyan Quli,Buyān qulīبیان قلی）
3. 威武西寧王グナシリ（Γunaširi,威武西寧王兀納失里/Kūnāshīrīکوناشیری）
4. 粛王エンケ・テムル（Engke Temür,粛王安克帖木児/Anka tīmūrانکه تیمور）

## チュベイ・ウルス当主

### 元代
1. 豳王チュベイ(Čübei,豳王出伯/Chūbaīچوبی)…アルグの息子
2. 豳王ノム・クリ(Nom Quli,喃忽里/Nūm qūlīنوم قولی)…チュベイの息子
3. ノム・ダシュ太子(Nom Daš,喃答失太子/Nūm tāšنوم تاش)…ノム・クリの息子
4. 豳王クタトミシュ(Qutatmiš,豳王忽塔忒迷失/Qutātmīšقتاتمیش)…チュベイの息子、ノム・クリの弟
5. 豳王ブヤン・テムル(Buyan Temür,豳王卜顔帖木児/Buyān tīmūrبیان تیمور)…ノム・クリの息子、ノム・ダシュの弟
6. 豳王イリンチン(Irinǰin,豳王亦憐真/Irinǰinبولاد تیمور？)…ブヤン・テムルの息子？
7. 豳王ビルゲ・テムル(Bilge Temür,豳王列児怯帖木児/Bilkā tīmūrبلکا تیمور)…ボラド・テムルの息子
8. 威武西寧王グナシリ(Γunaširi,威武西寧王兀納失里/Kūnāshīrīکوناشیری)

### 哈密衛君主
1. 哈梅里王グナシリ（Γunaširi,兀納失里/Kūnāshīrīکوناشیری）：在位1380年-1393年
2. 忠順王エンケ・テムル（Engke Temür,安克帖木児/Anka tīmūrانکه تیمور）：在位1393年-1405年
3. 忠順王トクト（Toqto,脱脱）：1405年3月-1411年3月
4. メンリ・テムル（Mengli Temür,免力帖木児/Manglī tīmūrمنگلی تیمور）：在位1411年3月-1425年12月
5. 忠順王ブダシリ（Budaširi,卜答失里）：1425年12月-1439年12月
6. 忠義王トゴン・テムル（Toγon Temür,脱歓帖木児）：1427年9月-1437年11月
7. 忠義王トクトア・テムル（Toqto'a Temür,脱脱塔木児）：1437年11月-1439年
8. 忠順王ハリール・スルタン（Khalīl Sulṭān,哈力鎖魯檀）：1439年12月-1457年8月
9. 忠順王ブレゲ（Bürege,卜列革）：1457年9月-1460年3月
10. 忠順王バグ・テムル（Baγ Temür,把塔木児）：1466年-1472年11月
11. 忠順王ハンシン（Qanšin,罕慎）：1472年11月-1488年
12. 忠順王エンケ・ボラト（Engke Bolad,奄克孛剌）：1488年-1497年12月
13. 忠順王シャンバ（Šamba,陝巴）：1492年2月-1493年4月、1497年12月-1505年10月
14. 忠順王バヤジット（Beyazıt,拝牙即）：1505年10月-1513年8月